# بمبروليزوماب
كان يسمى سابقا MK-3475 و  lambrolizumab، اسمه التجاري Keytruda, وهو جسم مضاد مستأنس (أي تم تعديله حتى أصبح شبيها بالاجسام المضادة للانسان) ويستخدم كعلاج مناعي للسرطان.  يستهدف هذا العلاج مستقبلات موت الخلية المبرمج 1 (PD-1). تم استخدام هذا العلاج أول مرة في علاجسرطان الجلد المنتشر (metastatic melanoma) كما يستعمل حاليا لعلاج سرطان الرئة ذو الخلايا غير الصغيرة.
تم اختراع هذا العقار من قبل جرجوري كارفن، هانس فان انينام وجون دولوس من شركة اورجانون للعلوم البيولوجية (Organon Biosciences) التي أصبح فيما بعد تسمى معهد ابحاث شيرنج بلف ثم ميرك وشركائها.
في سبتمبر 2014 وافقت إدارة الغداء والدواء الاميريكية على استخدام هذا العقار لعلاج الحالات المتقدمة من سرطان الجلد الميلانومي (advanced melanoma) شرط ان تحتوي هذه الخلايا السرطانية على طفرة BRAF.
في أكتوبر من عام 2015 وافقت إدارة الغداء والدواء الاميريكية على استخدام هذا العقار لعلاج حالات انتشار سرطان الخلايا الرئوية غير الصغيرة (metastatic non-small cell lung cancer) شرط تعبر تلك الخلايا عن بروتين PD-L1 بعد فشل العلاجات الكيماوية الآخرى.

## آلية العمل
الخلايا المناعية تحفز مستقبل الموت الخلوي المبرمج رقم واحد (PD-1) لقتل أي خلية يشتبه انها خلية سرطانية، لكن تجنبا لرد فعل مبالغ فيه، مثل مرض المناعة الذاتية، فيتم تأمين هذا المستقبل من الاستثارة الزائدة عن الحد، وذلك عبر  جزء  معين موجود على نفس المستقبل.
بمبروليزوماب عبارة عن اجسام مضادة علاجية تصد هذا الجزء المثبط للمستقبل، أي تمنع أي مادة تقوم بتثبط هذا المستقبل، وعندها تتمكن الخلايا المناعية  من قتل الخلايا السرطانية، وبهذا  يعيد بمبروليزوماب  نظام المناعة ويسمح باستهداف وتدمير الخلايا السرطانية. Pembrolizumab هي واحدة من عدد من العلاجات ذات صلة وثيقة أطلق عليها اسم المناعة الحصار نقطة تفتيش.
التجارب السريرية
أدت المحاكمة المرحلة الأولى كبيرة إلى معدلات الاستجابة من 37-38٪ في المرضى الذين يعانون من سرطان الجلد المتقدم ومعدل الاستجابة الكلي من 26٪ في المرضى الذين لديهم المرض تدريجيا بعد العلاج مع إيبيليموماب.
هذا الدواء في المرحلة الثانية من التجارب السريرية لسرطان غير الخلايا الصغيرة في الرئة (NSCLC) في المرضى الذين يعانون من مرض oligometastatic.

## التجارب السريرية
تمت تجربة سريرية كبيرة في المرحلة الأولى واظهرت استجابة بنسبة 37-38% في المرضى المصابينبورم ميلانيني متقدم مع معدل استجابة عام يقدر ب 26% في المرضى الذين قد تم معالجتهم مسبقا بعقار ابيليموماب
وهذا العلاج حاليا في المرحلة الثانية من التجارب السريرية لعلاج سرطان الرئة ذو الخلايا غير الصغيرة والذين لديهم انتشار محدود لهذا السرطان

## الآثار الجانبية
يعتبر هذا العلاج حل اخير ويائس لعلاج السرطانات المذكورة سابقا حين تفشل باقي العلاجات الأخرى،

### > 10٪
- التعب (47٪)
- فقر الدم (55٪)
- ارتفاع السكر في الدم (40٪)
- نقص صوديوم الدم (35٪)
- نقص ألبومين الدم (34٪)
- الغثيان (30٪)
- السعال (30٪)
- الحكة (30٪)
- الطفح الجلدي (29٪)
- انخفاض الشهية (26٪)
- فرط ثلاثي غليسيريد الدم (25٪)
- زيادة انزيم الكبد (24٪)
- الإمساك (21٪)
- الإسهال (20٪)
- آلام المفاصل (20٪)
- ألم في الأطراف (18٪)
- ضيق التنفس (18٪)
- وذمة محيطية (17٪)
- القيء (16٪)
- الصداع (16٪)
- ألم عضلي (14٪)
- قشعريرة (14٪)
- الأرق (14٪)
- ألم في البطن (12٪)
- آلام الظهر (12٪)
- الدوخة (11٪)
- الحمى (11٪)
- عدوى الجهاز التنفسي العلوي (11٪)
- البهاق (11٪)

### 1-10٪
- تعفن الدم (حتى 10٪)
- خمول الغدة الدرقية المناعي (8.3٪)
- الالتهاب الرئوي المناعي (2.9٪)
- فرط نشاط الغدة الدرقية المناعي (1.2٪)
- التهاب القولون المناعي (1٪)

### <1٪
- التهاب الكلية المناعي (0.7٪)
- الفشل الكلوي (0.5٪)
- التهاب الكبد المناعي (0.5٪)
- التهاب النخامية المناعي (0.5٪)